# Кінематограф Данії
Кінематограф з'явився в Данії наприкінці XIX століття. З останньої чверті XX століття кіновиробництво в Данії переживає підйом, викликаний створенням Данського інституту кінематографії і програмою державного фінансування.

## Німе кіно

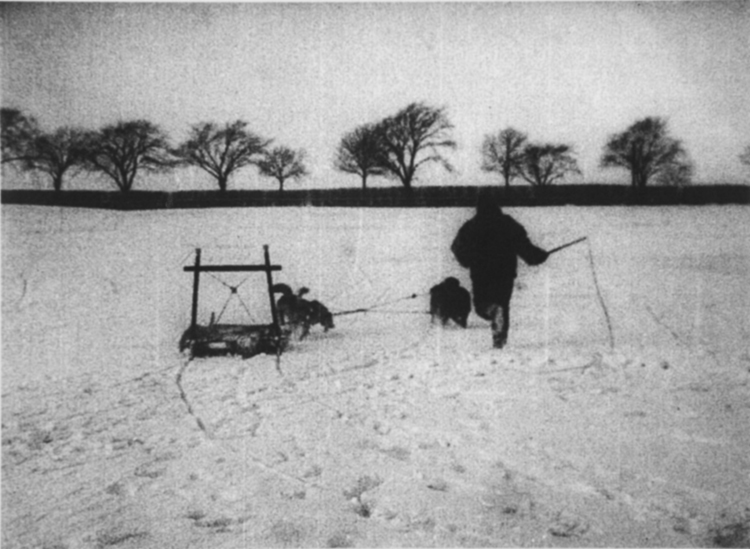
Кадр з першого данського фільму «Їзда на гренландських собаках».

У 1896 році Вільгельм Пахт провів у Копенгагену перші покази фільмів братів Люм'єр. У 1897 році Петер Ельфельт створив перший данський фільм «Їзда на гренландських собаках». Тривалість цієї документальної стрічки — менше хвилини. У 1903 році Ельфельт зняв і перший данський ігровий фільм «Страта» (Henrettelsen). Впродовж приблизно десяти років Ельфельт був єдиним кінематографістом Данії.

### Золотий вік
У 1904 році в Копенгагені відкрився перший кінотеатр. У 1906 році кінопродюсер Оле Ольсен створив компанію Nordisk Film. За декілька років Nordisk Film виросла у другу за величиною кінокомпанію Європи після Pathé. У ній працювало близько 1700 осіб. Nordisk створювала комедії, мелодрами і трилери, що відрізнялися реалістичністю постановки і яскравою акторською грою. У 1910 році фільмом «Безодня» дебютувала в кіно акторка Аста Нільсен. «Безодня», знята майбутнім чоловіком Нільсен Петером Урбаном Гадом, здобула популярність завдяки еротичному підтекстові головної жіночої ролі. Нільсен продовжила зніматися спочатку в Данії, потім у Німеччині, ставши однією з перших зірок європейського кіно. З 1911 року художнім директором Nordisk став режисер Аугуст Блом, який зняв низку комерційно успішних повнометражних стрічок, серед яких сенсаційна на той час стрічка «Торгівля білими рабинями» (1910, Den hvide slavehandel) та фільм-катастрофа «Атлантида» (Atlantis, 1913) за романом лауреата Нобелівської премії Г. Гауптмана. Кіновиробництво в Данії пішло на спад з початком Першої світової війни. Причинами були вичерпання ресурсів Nordisk — компанія експлуатувала стандартні сюжети, які набридли публіці, і конкуренція з боку інших країн, зокрема Німеччини.

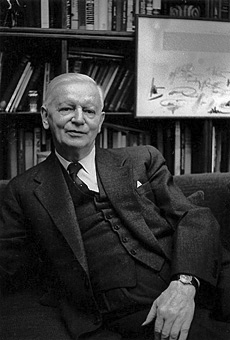
Карл Теодор Дреєр

Двома найвидатнішими режисерами епохи німого кіно в Данії були Беньямін Крістенсен і Карл Теодор Дреєр. Крістенсен зняв на власній студії два фільми — «Таємничий X» (Det hemmelighedsfulde X, 1913) і «Ніч помсти»(Hcevnens nat), після чого у пошуках коштів поїхав з країни. Його наступна робота «Відьми» була знята вже у Швеції. Дреєр був одним з найвизначніших кінематографістів свого часу. Його режисерський почерк відрізняли любов до великих планів і замкнутих просторів. Дреєр починав кінематографічну кар'єру як сценарист на Nordisk, там же він дебютував як режисер з фільмами «Президент» (Præsidenten, 1918) і «Сторінки з книги Сатани» (Blade af Satans bog, 1921). Пізніше Дреєр переїхав до Франції, де зняв свій найвідоміший фільм, новаторську історичну драму «Страсті Жанни д'Арк».
Історик кіно Жорж Садуль відмічав, що фільм Августа Сандберга «Клоун», що вийшов у 1917 році, в якому свою останню роль зіграв знаменитий данський актор Вальдемар Псіландер, мав значний комерційний успіх, а Сандберг став одним з постановників зі світовим ім'ям. Він екранізував також романи Ч. Діккенса «Наш спільний друг» (1919), «Великі надії» (1921), «Давид Копперфільд» (1922) та «Крихітка Дорріт» (1924).

## 1930-і та 1940-і роки
Піонером звукового кіно в Данії був Георг Шневойт. Його фільм «Ескімос» (1930) пройшов непоміченим, а наступну стрічку «Пастор з Вейльбю» вже супроводжував успіх. У 1930-х роках випуск фільмів в Данії скоротився у зв'язку з експансією Голлівуду.
У період німецької окупації в Данію у великій кількості імпортувалася кінопродукція з Німеччини і нейтральної Швеції. У власному кіновиробництві переважали легкі жанри — комедії і фарси. На їхньому фоні виділялися стрічки «Заблудна» Лау Лаурітцена-молодшого і Боділ Іпсен та історична драма про полюванню на відьом, К. Т. Дреєра «День гніву».
У післявоєнні роки тема окупації залишалася однією з головних у національному кінематографі, їй було присвячено багато фільмів. Найвідомішою з них стала ще одна стрічка Лаурітцена та Іпсен — «Червоні луки», що отримала у 1946 році Гран-прі (на той час головну премію) Каннського кінофестивалю. Післявоєнні роки стали також періодом підйому реалізму. Однією з його вершин став фільм «Дітте — дитя людське», знятий Б'ярне та Астрід Геннінг-Єнсенами за романом данського класика-комуніста Мартіна Андерсена-Нексе.

## 1950-і та 1960-і роки
У 1949 році в Данії законом були введені податкові пільги для виробників фільмів з освітньою складовою. Одним з результатів цього стало скорочення гостросоціальних стрічок. Через рік за прикладом Швеції в Данії була введена державна підтримка національного кінематографу: окрім субсидій для фільмів, що «пропагують суспільно-корисні цінності» було введено повернення 25 % сплаченого податку на видовища. Вважається, що ці заходи допомогли розвитку скандинавського кінематографу. В той же час художня цінність більшості фільмів 1950-х була невисокою, хоча новий фільм довго Дреєра «Слово» все ж отримав головний приз Венеційського кінофестивалю 1955 року.
У 1960-х роках на данський кінематограф значно вплинула французька нова хвиля. Серед характерних кінострічок того періоду «Вікенд» Петера К'єрульфа Шмідта, «Дилема» і «Голод» Геннінга Карлсена, «Досконала людина» Йоргена Лета.

## 1970-і та 1980-і роки: створення Інституту данського кіно

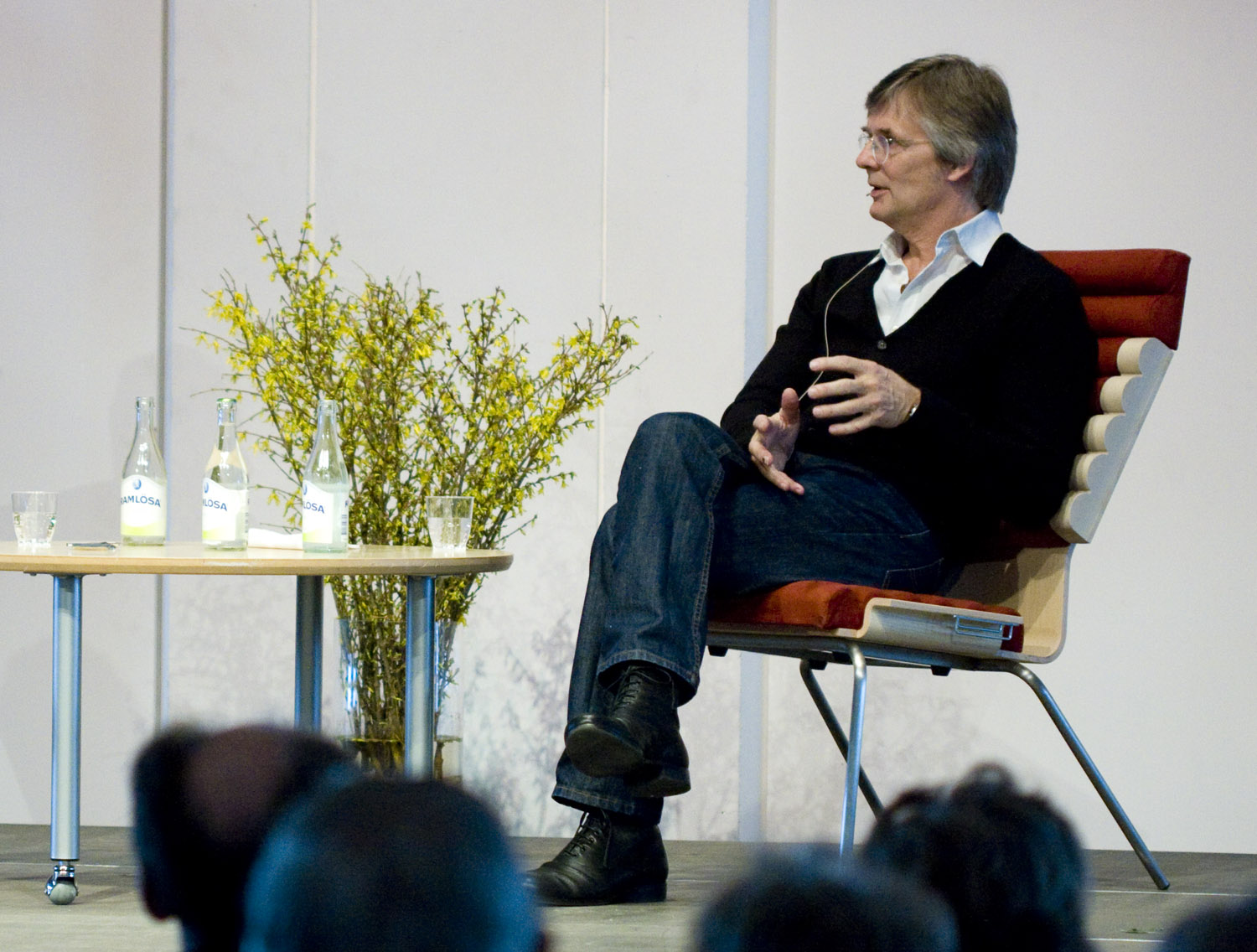
Білле Аугуст

У 1972 році був ухвалений закон про підтримку національного кінематографу, одним з нововведень якого стало заснування Данського інституту кіно (дан. Det Danske Filminstitut, DFI). Функцією DFI є ухвалення рішень про державні субсидії на зйомки фільмів. Для оцінки кожного пропонованого фільму DFI призначає консультантів-«експертов» (літераторів, драматургів та ін.), думка яких є вирішальною. Консультант контролює зйомки фільму — і рішення про виділення субсидій або їх припинення ґрунтується на його оцінці. Ця схема багато критикувалася за зосередження занадто великих повноважень в одних руках, але відповідно до інших думок, вона була корисна для розвитку некомерційного кінематографа.
Деякі фільми, що отримали субсидії, були прохолодно прийняті критиками та глядачами. Серед успішних фільмів — екранізація класичного роману Оге Тома Крістенсена «Руйнація» 1977 року, найдорожча на той момент кінострічка в історії країни, і «Народжений взимку» 1988 року Астрід Геннінг-Єнсен, за який режисерка отримала приз «Срібний ведмідь» Берлінського кінофестивалю. У 1978 році фільмом «Медовий місяць» дебютував Білле Аугуст.
У 1982 році в закон були внесені поправки, націлені на розвиток кіно для молоді: не менше чверті коштів повинні були спрямовуватися на фільми для підліткової аудиторії. Віхою для данського підліткового кіно вважається фільм Лассе Нільсена «Залиште нас самих». Нільсен, у минулому педагог, зняв важкий фільм про проблеми молоді, значною мірою заснований на імпровізації акторів. Ще однією значимою картиною став фільм Аугуста «Заппа» (1983).
У 1980-х роках данське кіно зробилио прорив на світові екрани: два роки підряд «Оскар» за найкращий фільм іноземною мовою отримували данські кінорежисери. «Оскар» за 1987 рік отримав «Бенкет Бабетти» Габріеля Акселя, а наступного року лауреатом став «Пелле-завойовник» Аугуста.

## 1990-і та 2000-і роки

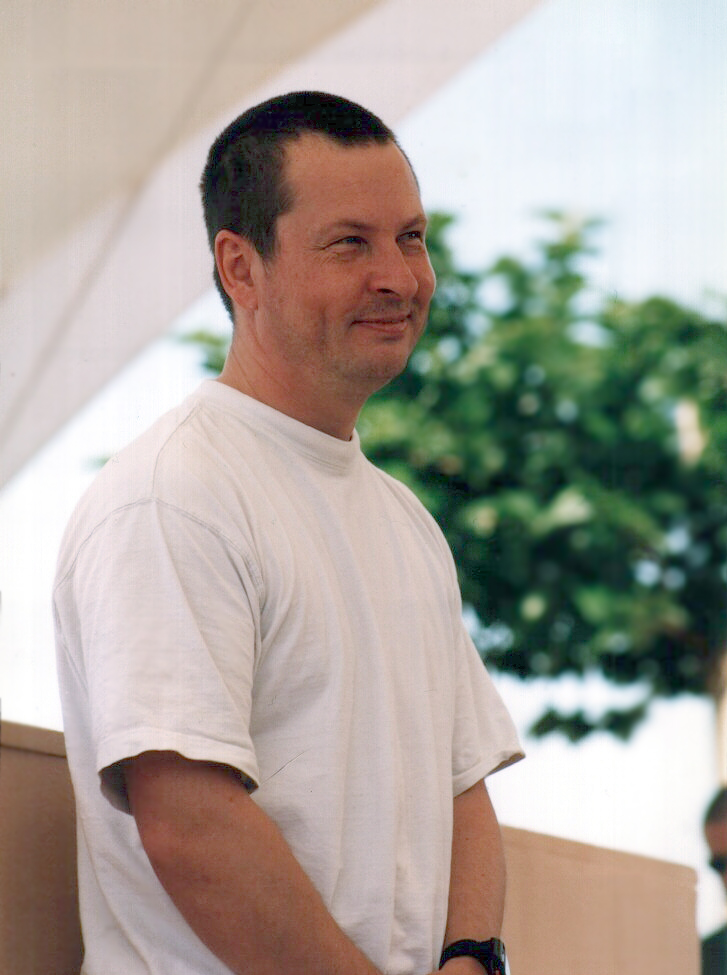
Ларс фон Трієр

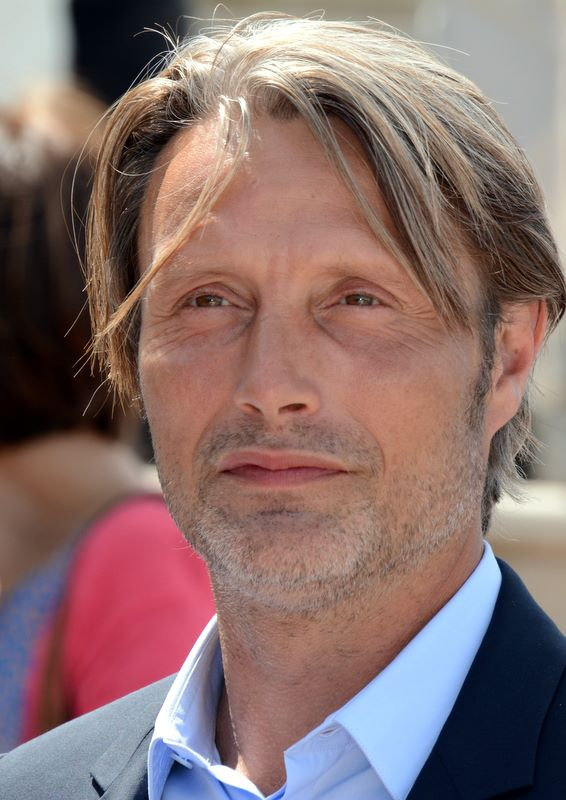
Мадс Міккельсен на 66-м Каннському кінофестивалі (травень 2013 року)

Відомі́сть здобув маніфест чотирьох данських режисерів «Догма 95». Його озвучив на конференції в Парижі у березні 1995 року Ларс фон Трієр. Автори маніфесту протиставляли процесу глобалізації малобюджетне кіно, при роботі над яким режисер накладає на себе ряд обмежень (ці обмеження, зведені до десяти пунктів, були додані до маніфесту у вигляді «обітниці цнотливості»). Першими фільмами, що офіційно визнані знятими за правилами «Догми 95», були «Урочистість» Томаса Вінтерберга та «Ідіоти» фон Трієра (обидва — 1998). Іншими підписантами маніфесту були Крістіан Леврінг і Серен Краг-Якобсен.
Фон Трієр дебютував у 1984 році фільмом «Елемент злочину». Його фільми 1990-х і 2000-х років «Європа», «Розсікаючи хвилі», «Та, що танцює у темряві» та «Доґвіль» були показані на найбільших світових кінофестивалях і отримали безліч нагород.
У 1996 році режисер Румле Гаммеріх був призначений на пост керівника департаменту художніх програм національної телемовної корпорації Danmarks Radio. Гаммеріх модернізував департамент, заклавши основу для конвеєрного виробництва успішних телевізійних серіалів, серед яких «Таксі» (Taxa, 1997-99), «Підрозділ 1» (Rejseholdet, 2000-03), «Орел» (Ørnen, 2004-06), «Відстежуючи гроші» (Bedrag, 2016-17).
Режисер Сюзанна Бір працювала в кінематографі з кінця 1980-х. Її комедія 1999 року «Один єдиний» (Den Eneste Ene) стала одним з найуспішніших у прокаті данських фільмів останнього часу. Її співпраця з сценаристом Андерсом Томасом Єнсеном принесла номінацію на «Оскар» за найкращий іноземний фільм за «Після весілля» (2006) і «Оскар» за «Помсту» (2010).
Перший повнометражний фільм Крістофера Бое «Реконструкція» на Каннському кінофестивалі отримав премію «Золота камера». Режисер Ніколас Віндінґ Рефн, що народився в Данії і живе у США, здобув популярність завдяки трилогії фільмів «Пушер» (перший фільм вийшов в 1996 році), а у 2011 році отримав приз Каннського фестивалю за найкращу режисуру за стрічку «Драйв». Одним з найкращих європейських акторів початку XXI століття вважається Мадс Міккельсен, який був відзначений за роль м'якого вихователя дитячого саду Лукаса в психологічній драмі Томаса Вінтерберга «Полювання» призом за найкращу чоловічу роль 65-го Каннського кінофестивалю.